# Sergio Cecotti
Sergio Cecotti (Udine, 23 ottobre 1956) è un politico e fisico italiano, sindaco di Udine dal 1998 al 2008 e, in precedenza, presidente della Regione Friuli-Venezia Giulia dal 1995 al 1996.

## Carriera scientifica
Laureato in Fisica nel 1979 all'Università di Pisa quale alunno della Scuola Normale Superiore. Dal 1981 al 1982 è Fellow al Lyman Laboratory dell'Università di Harvard (Massachusetts), quindi prosegue la carriera alla UCLA di Los Angeles, al CERN di Ginevra e all'ICTP di Trieste. Numerose sono le sue pubblicazioni scientifiche sulla teoria non perturbativa dei sistemi supersimmetrici (1983-88). Contemporaneamente è ricercatore all'Università di Pisa.
Nel 1988 vince il concorso per una cattedra di professore associato in Teoria quantistica dei campi alla SISSA di Trieste, istituto post-universitario internazionale di alta specializzazione, posizione che detiene tuttora.

## Carriera politica
Iscritto per molti anni alla Lega Nord, nel 1993 è eletto consigliere regionale del Friuli-Venezia Giulia. Continua la sua attività accademica scrivendo insieme a Cumrum Vafa, Hiroshi Ōguri e Misha Bershadsky lo studio Kodaira-Spencer Theory of Gravity and Exact Results for Quantum String Amplitudes, citato quasi 400 volte nei primi 15 anni dalla pubblicazione.
Dal 1995 al 1996 ha guidato la Giunta regionale con l'appoggio dei partiti del centro-sinistra.
Al ballottaggio del 29 novembre 1998 è eletto sindaco di Udine con il 60,6% dei voti; guida quindi una giunta composta da Lega Nord e due liste civiche.
Nel 2001 diventa Presidente dell'Assemblea delle autonomie locali. Sempre in quell'anno fa parte del Comitato tecnico per l'attuazione della legge 482/99 per la tutela delle minoranze linguistiche storiche.
L'11 marzo 2003 si dimette da sindaco in aperta polemica con le imposizioni romane della Casa delle Libertà. Dopo la rottura con la Lega Nord, viene rieletto sindaco di Udine, appoggiato dal centro-sinistra, nelle elezioni dell'8 e 9 giugno, al primo turno, con il 54,3% dei voti. La sua nuova giunta è composta dalla lista Convergenza per Cecotti, più altre liste di centro-sinistra.
Alle elezioni regionali in Friuli-Venezia Giulia del 2018 è il candidato presidente del movimento Patto per l'Autonomia: la lista ottiene il 4,40% e due seggi in consiglio regionale, ma Cecotti ne resta escluso.

## Altre informazioni
A 18 anni è recordman regionale juniores degli 800 metri con 1'51"2.
È autore di quattro romanzi gialli in lingua friulana, Il tierç lion (Il terzo leone), Il President (Il Presidente), La invidie dal Diaul e L'acuile e il lion.